# Imma quadrivittana
Imma quadrivittana är en fjärilsart som beskrevs av Walker 1863. Imma quadrivittana ingår i släktet Imma och familjen Immidae. Inga underarter finns listade i Catalogue of Life.